# Cinclidotus danubicus
Cinclidotus danubicus là một loài rêu trong họ Cinclidotaceae. Loài này được Schiffner & Baumgartner mô tả khoa học đầu tiên năm 1906.